# Łukasz Broź
Łukasz Broź (Giżycko, Polonia, 17 de diciembre de 1985) es un futbolista polaco que juega de defensa en el Mamry Giżycko de la III Liga de Polonia.

## Carrera
Broź comenzó su carrera en un pequeño club llamado ABC Bagbud Giżycko, siendo cedido al Mamry Giżycko en 2004, siendo trasladado al Kmita Zabierzów al año siguiente. Con Kmita logró el ascenso a la II liga, pero después de la temporada decidió fichar por el Widzew Łódź.
Debutó con el Widzew el 18 de agosto de 2006, durante el empate de 0:0 ante el Górnik Zabrze. En su primera temporada en el Widzew, Broź llegó a disputar 21 encuentros. El 7 de marzo de 2010, durante el derbi contra el LKS Lodz, el cual ganaron por 4 a 1, Broź anotó su primer gol con el Widzew. En julio de 2011, Broź fue elegido capitán del Widzew Łódź.
El 20 de junio de 2013, Broź rompió sus negociaciones con el Widzew Łódź al recibir una oferta del Legia de Varsovia, siendo días después presentado como nuevo jugador del equipo de Varsovia. Permanecería en el club cuatro años hasta finalizar su contrato con la entidad de la capital, quedando como agente libre en el mercado de verano de 2018, para así firmar por el Śląsk Wrocław de Breslavia. Tras jugar en el KS Kutno, en 2021 fichó por el Mamry Giżycko de su ciudad natal, militando en la III Liga.

## Carrera internacional
El 14 de diciembre de 2012, Łukasz Broź hizo su debut con la selección polaca. Tuvo lugar en un partido amistoso ante Macedonia, entrando como suplente de Szymon Pawłowski.

## Palmarés
Legia de Varsovia
- Ekstraklasa (4): 2014/15, 2015/16, 2016/17, 2017/18.
- Copa de Polonia (3): 2014/15, 2015/16, 2017/18.